# Vampula

Wappen der ehemaligen Gemeinde Vampula

Lage von Vampula in Finnland

Vampula ist eine ehemalige Gemeinde mit rund 1.700 Einwohnern in Südwestfinnland. Sie liegt rund 70 km nördlich von Turku in der Landschaft Satakunta. Zum Jahresbeginn 2009 wurde Vampula in die Nachbargemeinde Huittinen eingemeindet.
Die Gemeinde wurde 1867 im Zuge der Kommunalreform aus Teilen der Gemeinde Huittinen gebildet und umfasst die Dörfer Hanhikoski, Harjunkylä, Honko, Horna, Huhtaa, Kotaja, Kukonharja, Kärväselä, Matkusjoki, Murto, Punola, Riittiö, Rutava, Sallila, Salmenoja, Siivikkala, Soinila, Soinilan Metsäkulma, Tamare, Pikku-Vampula und Vehka-Alho. Die hölzerne Pfarrkirche von Vampula wurde 1894 nach Plänen von H. Rancken errichtet; der älteste bezeugte Vorgängerbau an der Stelle ist um 1590 bezeugt.
Vampula ist ländlich geprägt und erstreckt sich beiderseits des Flusses Loimijoki. Nur rund die Hälfte der Gemeindefläche ist bewaldet, 62 km² werden landwirtschaftlich genutzt. Wie viele ländliche Gemeinden Finnlands ist Vampula seit Jahrzehnten von einer anhaltenden Landflucht betroffen; seit 1950 hat sich die Einwohnerzahl mehr als halbiert.
Seit 1990 unterhält Vampula eine Partnerschaft zur Gemeinde Käina (2017 in der Gemeinde Hiiumaa aufgegangen) in Estland.